# Pyropeltidae
A Pyropeltidae a csigák (Gastropoda) osztályának a Vetigastropoda öregrendjébe, ezen belül a Lepetelloidea öregcsaládjába tartozó család.

## Tudnivalók
A Pyropeltidae családba, csak egy nem tartozik, a Pyropelta McLean & Haszprunar, 1987.
Ezek az állatok a tengerfenekén feltörő tűzhányók közelében és az elpusztult bálnák tetemein élnek. A „Pyropelta” görög megnevezés is azt jelenti, hogy „tűz csigák”.

## Rendszerezés
A családba az alábbi 1 nem és 8 faj tartozik:
- Pyropelta McLean & Haszprunar, 1987
  - Pyropelta bohlei L. Beck, 1996
  - Pyropelta corymba McLean & Haszprunar, 1987
  - Pyropelta musaica McLean & Haszprunar, 1987
  - Pyropelta oluae Warén & Bouchet, 2009
  - Pyropelta ryukyuensis Sasaki, Okutani & Fujikura, 2008
  - Pyropelta sibuetae Warén & Bouchet, 2009
  - Pyropelta wakefieldi McLean, 1992
  - Pyropelta yamato Sasaki, Okutani & Fujikura, 2003